# 鹿斑玉螺
鹿斑玉螺（学名：Natica hilaris），是异足目玉螺科玉螺属的一种。主要分布于台湾，常栖息在浅海沙底。